# Martin Aurell
Pour les articles homonymes, voir Aurell.
Martin Aurell, né le 23 février 1958 à Barcelone et mort le 8 février 2025 à Nantes, est un historien médiéviste d'origine espagnole, naturalisé français, spécialiste des Plantagenêts, d'Aliénor d’Aquitaine, de la légende arthurienne, des troubadours ou encore des épées. 

## Biographie

### Vie privée et formation
Né à Barcelone, Martin Aurell Cardona est l’aîné d'une famille bourgeoise de six enfants, dont est également issu l'historien médiéviste Jaume Aurell.
Martin Aurell grandit dans l’Espagne franquiste et part pour la France à 18 ans afin d’y faire ses études. Il soutient sa thèse de doctorat (1983) et son doctorat d'État (1994) à l’université de Provence. Il est également diplômé de l’École pratique des hautes études (EPHE) en sciences historiques et philologiques.
Naturalisé français en 1992, il se sent profondément européen. Il est membre de l’Opus Dei,.
Martin Aurell meurt soudainement d’une embolie pulmonaire dans la nuit du 7 au 8 février 2025 à Nantes, à l’âge de 66 ans. À sa mort, plusieurs nécrologies soulignent ses qualités humaines et professionnelles,,.
Ses obsèques sont célébrées le 13 février 2025 en l'église Saint-François-d'Assise de Nantes.

### Carrière
Il commence par enseigner comme maître assistant à Nice (1985-1986). En 1987, il est Copeland Fellow à Amherst College (Massachusetts),. Après avoir été maître de conférences à l'université de Rouen et à l'université Paris-Sorbonne, il devient professeur à l’université de Poitiers en 1994 . Martin Aurell est directeur du Centre d'études supérieures de civilisation médiévale entre 2015 et 2022, directeur de la revue Cahiers de civilisation médiévale entre 2000 et 2022. Il a été membre de l'Institute for Advanced Study de Princeton en 1999, et de l'Institut universitaire de France entre 2002 et 2012. Membre du conseil scientifique universitaire du Centre vendéen de recherches historiques, il en est président de 2023 à son décès.
Il est fréquemment appelé à préfacer des ouvrages concernant sa période historique, et dirige également la publication de nombreux colloques et tables rondes.

### Recherche scientifique
Élève de Noël Coulet, qui a dirigé sa thèse de doctorat et d’État, il participe assidûment au séminaire de Georges Duby au Collège de France, centré sur les structures de parenté, que Martin Aurell étudie aux Xe – XIIIe siècles, en relation directe avec l'évolution des pouvoirs et de la société.
Il considère ainsi que la mutation des institutions princières et l'émergence de châtellenies indépendantes autour de l’an mil accélèrent le passage de la Sippe au lignage.
Son principal apport intervient cependant dans le domaine des stratégies matrimoniales dont il montre trois phases successives pour les familles comtales catalanes : mariage consanguin dans le cousinage ou Sippe avant les années 950, mariage exogamique ou hypergamique entre environ 950 et 1080 et mariage conquérant, rassembleur de terres tout au long des XIIe et XIIIe siècles. Autour de 1100, le passage du douaire (système germanique de don de terres à l'épouse par son mari) à la dot (versements en numéraire à l'époux par la famille de sa femme) comporte un changement important dans les stratégies matrimoniales, où l’hypogamie des femmes (leur rang social est inférieur à celui de leur mari) tend à s'imposer.
Sensible aux tendances postmodernes des années 1980, ayant complété par la philologie sa formation historique, il accorde une grande importance au texte et à ses discours, ainsi qu'aux problèmes liés à la communication et à la propagande médiévales. Il montre ainsi que les chansons politiques des troubadours s'insèrent dans un vaste réseau triangulaire, où interviennent le patron, le compositeur et son public. Média par excellence du Moyen Âge, la chanson engagée atteint, grâce à sa diffusion orale par les jongleurs, voire par des amateurs, une large diffusion. Enfin, les liens entre cette composante humaine ou sociale de la littérature et l'histoire au sens strict sont au cœur de son livre sur la légende arthurienne.
L’analyse du discours et la propagande politique marquent ses travaux sur l’Empire Plantagenêt et sur la contestation de la croisade. Autour d’Henri II, roi d’Angleterre, d'Aliénor d'Aquitaine et de leurs enfants, de nombreux écrivains proposent une image favorable de la royauté. Non pas que leur écriture soit servilement mercenaire, mais l'existence même de ce milieu intellectuel à la cour renforce le pouvoir royal. Ces clercs s'adonnent aussi à une écriture pragmatique, administrative, qui élargit l'espace de la domination des Plantagenêt.
L'attitude des intellectuels envers la croisade a fait l'objet d’un ouvrage en 2013, qui montre que, loin de faire l'unanimité, la guerre prétendue sainte a toujours compté quelques détracteurs qui, pour être minoritaires, n’en sont pas moins actifs,. Ils s'adonnent à une écriture performative, apte à modifier les comportements de l'aristocratie guerrière. Ils appartiennent, plus généralement, au monde des clercs des écoles et des cours profanes dont l'influence se fait sentir dans la chevalerie, dont ils ont tenté de civiliser les mœurs. Le type social du « chevalier lettré » est issu de ces passerelles entre le christianisme et la culture profane, entre le latin et le vernaculaire et entre l’écrit et l’oral.
Pour son livre Aliénor d'Aquitaine, souveraine femme, publié en 2024 chez Flammarion, Martin Aurell reçoit le prix de la biographie du magazine Le Point.
Son dernier livre Croisades - Histoires et idées reçues, écrit avec l'historien médiéviste Sylvain Gouguenheim parait à titre posthume le 15 mai 2025.

## Œuvres

### Ouvrages
- Une Famille de la noblesse provençale au Moyen Âge, les Porcelet, Avignon, Aubanel, coll. « Archives du Sud », 1986, 217 p. (ISBN 2-7006-0116-5, présentation en ligne), [présentation en ligne].
- La Vielle et l'épée : troubadours et politique en Provence au XIIIe siècle, Paris, Aubier, coll. « Collection historique », 1989, 379 p. (ISBN 2-7007-2222-1, présentation en ligne), [présentation en ligne].
- L'État et l'aristocratie en Catalogne et en Provence (IXe – XIVe siècles), 1994 (présentation en ligne). Thèse d'État, Université de Provence[24].
- Les noces du comte : mariage et pouvoir en Catalogne (785-1213), Paris, Publications de la Sorbonne, coll. « Série Histoire ancienne et médiévale » (no 32), 1995, 623 p. (ISBN 2-85944-251-0, présentation en ligne).
- La noblesse en Occident (Ve – XVe siècles), Paris, Armand Colin, coll. « Cursus. Histoire », 1996, 193 p. (ISBN 2-200-01402-3, présentation en ligne).
- Les actes de la famille Porcelet d'Arles : 972-1320, Comité des travaux historiques et scientifiques, 2000, coll. « Document inédits Histoire », numéro 27, coll. « Collection de documents inédits sur l'histoire de France, section d'histoire et philologie des civilisations médiévales » (no 27), 2001 (ISBN 2-73550446-8, HAL halshs-00621140, lire en ligne)
- L'empire des Plantagenêt, 1154-1224, Paris, Perrin, coll. « Pour l'histoire », 2002, 406 p. (ISBN 2-262-01985-1, présentation en ligne). Réédition : L'Empire des Plantagenêt, 1154-1224, Paris, Perrin, coll. « Tempus » (no 81), 2004, 406 p., poche (ISBN 2-262-02282-8, présentation en ligne).
- Avec Jean-Paul Boyer et Noël Coulet, La Provence au Moyen Âge, Presses universitaires de Provence, coll. « Le temps de l’histoire », 2005 (ISBN 978-2-8218-8272-0, lire en ligne)
- La légende du roi Arthur, 550-1250, Paris, Perrin, 2007, 682 p. (ISBN 978-2-262-02635-6, présentation en ligne)[25].
- Le chevalier lettré : savoir et conduite de l'aristocratie aux XIIe et XIIIe siècles, Paris, Fayard, 2011, 539 p. (ISBN 978-2-213-66233-6, présentation en ligne), [présentation en ligne], [présentation en ligne].
- Des Chrétiens contre les croisades (XIIe – XIIIe siècle), Paris, Fayard, coll. « Nouvelles études historiques », 2013, 407 p. (ISBN 978-2-213-66816-1, présentation en ligne)[26].
- Aliénor d'Aquitaine, Paris, PUF, 2020, 147 p. (ISBN 978-2-13-081808-3)[27].
- Excalibur, Durendal, Joyeuse : la force de l'épée, Paris, PUF, 2021, 316 p. (ISBN 978-2-13-082955-3, présentation en ligne)[28].
- Martin Aurell et Michel Pastoureau, Les chevaliers de la Table ronde: romans arthuriens, Gallimard, coll. « Quarto », 2022 (ISBN 978-2-07-284941-1)anthologie commentée de textes arthuriens du Moyen Âge
- Dix idées reçues sur le Moyen Âge, Paris, JC Lattès, 2023, 212 p. (ISBN 978-2-7096-7125-5)[29].
- Aliénor d'Aquitaine : souveraine femme, Paris, Flammarion, coll. « Grandes biographies », 2024, 502 p. (ISBN 978-2-08-046324-1, présentation en ligne).

### Ouvrages collectifs
- Coédition avec Françoise Thelamon et Olivier Dumoulin, La sociabilité à table : convivialité et commensalité à travers les âges. Actes du colloque de Rouen, 14-17 novembre 1990, Rouen, P.U.R., 1992, 392 p.
- La cour Plantagenêt (1154-1204). Actes du colloque de Thouars, 30 avril-2 mai 1999, Poitiers, C.E.S.C.M., 2000 (coll. « Civilisation médiévale »), 361 p.
- Noblesses de l’espace Plantagenêt (1154-1224). Actes de la table ronde de Poitiers, 13 mai 2000, Poitiers, C.E.S.C.M., 2001 (coll. « Civilisation médiévale »), 218 p.
- Coédition avec María Narbona, La Dama en la corte bajomedieval, Pampelune, EUNSA, 2001, 181 p.
- Culture politique des Plantagenêt. Actes du Colloque de Poitiers, 3-5 mai 2002, Poitiers, C.E.S.C.M., 2003, (coll. « Civilisation médiévale »), 386 p.
- Aliénor d’Aquitaine, numéro 81 hors série de la revue 303, arts, recherches et création, Nantes, Conseil régional, 2004, 245 p.
- Coédition avec Angeles García de la Borbolla, La imagen del obispo hispano en la Edad Media. Actes de la table ronde de Pampelune, 7-8 mai 2000, Pampelune, EUNSA, 2004, 300 p.
- Le médiéviste et la monographie familiale : sources, méthodes et problématiques. Actes du colloque de Poitiers, 20-22 novembre 2003, Turnhout, Brepols, 2004 (coll. « Histoires de famille ». La parenté au Moyen Âge », 1), 310 p.
- Coédition avec Thomas Deswarte, Famille, violence et christianisation au Moyen Âge. Mélanges offerts a Michel Rouche, Paris, PUPS, 2005 (coll. « Cultures et civilisations médiévales », 31), 525 p.
- Coédition avec Anne Brenon et Christine Dieulafait, Les Cathares devant l’Histoire. Mélanges offerts à Jean Duvernoy, Actes du colloque de Foix, 12-13 mai 2003, Cahors, L’Hydre, 2005 (col. « Domaine historique »), 451 p.
- Coédition avec Noël-Yves Tonnerre, Plantagenêts et Capétiens. Confrontations et héritages. Actes du colloque de Poitiers et Fontevraud, 13-15 mai 2004, Turnhout, Brepols, 2006 (coll. « Histoires de famille », 4), 524 p.
- Convaincre et persuader. Communication et propagande aux XIIe et XIIIe siècles. Actes des colloques de Fontevraud, Oxford, Barcelone, Saintes, octobre 2004-novembre 2006, Poitiers, CESCM, 2007 (coll. « Civilisation médiévale », 18), 724 p.
- Coédition AAVV, Signes et couleurs des identités politiques du Moyen Âge à nos jours. Actes du colloque de Poitiers, 14-16 juin 2007, Rennes, P.U.R., 2008, 537 p., 58 p. de planches,  (ISBN 978-2-7535-0641-1)
- Coédition avec Frédéric Boutoulle, Les Seigneuries dans l’espace Plantagenêt (c. 1150-c. 1250). Actes du colloque de Bordeaux-Saint-Émilion organisé par l’institut Ausone et le CESCM, 3-5 mai 2007, Bordeaux, Ausonius, 2009, 471 p.,  (ISBN 978-2-35613-020-4)
- La Parenté déchirée : les luttes intrafamiliales au Moyen Âge. Actes du colloque de Poitiers, 13-14 mars 2009, Turnhout, Brepols, 2010 (coll. « Histoires de famille », 10), 432 p.
- Coédition avec Catalina Girbea, L’Imaginaire de la parenté dans les romans arthuriens (XIIe – XIVe siècles). Actes du colloque de Poitiers, 12 et 13 juin 2009, Turnhout, Brepols, 2010 (coll. « Histoires de Famille », 11), 238 p.
- Le Roi Arthur, numéro hors série de la revue 303, arts, recherches et création, Nantes, Conseil régional, 2010, 176 p.
- Coédition avec Catalina Girbea, Chevalerie et christianisme aux XIIe et XIIIe siècles. Actes du colloque de Poitiers, 5 et 6 novembre 2010, Rennes, P.U.R., 2011, 326 p.
- Les stratégies matrimoniales (IXe – XIIIe siècle). Actes du colloque de Poitiers, 25-26 mai 2012, Turnhout, Brepols, 2013, 363 p.
- Coédition avec Yves Sassier, Autour de Philippe Auguste. Actes de la journée d’études de l’ICES (La Roche-sur-Yon), 23 septembre 2014, Paris, Classiques Garnier, 2017, 220 p.
- Coédition avec Jaume Aurell et Montserrat Herrero, Le Sacré et la parole : le Serment au Moyen Âge. Actes du colloque de Poitiers, 21-22 octobre 2016, Paris, Classiques Garnier, 2018, 323 p.
- Coédition avec Gregory Lippiatt et Laurent Macé, Simon de Montfort († 1218) : le croisé, son lignage et son temps. Actes du colloque de Poitiers, 3-4 mai 2018, Turnhout, Brepols (coll. « Histoires de famille », 21), 2020, 286 p.
- Coédition avec Estelle Ingrand-Varenne et Marisa Galvez, Transferts culturels entre France et Orient latin (XIIe et XIIIe siècles), Colloque du CESCM de Poitiers, 24-26 avril 2019, Paris, Classiques Garnier, 2021, 455 p.
- Gouverner l’Empire Plantagenêt (1154-1224) : autorité, symboles, idéologie. Actes du colloque de Fontevraud, 7-9 octobre 2021, Nantes, Éditions 303, 2021, 392 pp.
- Coédition avec Ghislain Baury, Laurent Maillet et Vincent Corriol, Les Plantagenêts et le Maine : territoires, relais et représentations du pouvoir. Actes du colloque du Mans, 13-14 mars 2018, Rennes, P.U.R., 2022, 317 p.
- Coédition avec Lucie Malbos, Justine Breton et Florian Besson, Le médiéviste face aux médiévalismes : rejet, accompagnement ou appropriation, Actes du colloque de Poitiers, 29 mars-2 avril 2021, Rennes, Presses universitaires de Rennes, 2023, [lire en ligne].
- Coédition avec Sylvain Gouguenheim, Croisades - Histoires et idées reçues, Paris, Perrin, 2025, 400 p.

### Préfaces
- Marie-Pierre Baudry, Les fortifications des Plantagenêts en Poitou 1154-1242, Comité des travaux historiques et scientifiques,  (ISBN 2-73550448-4)
- Edmond-René Labande, Pour une image véridique d’Aliénor d’Aquitaine, Société des antiquaires de l'Ouest, Geste éditions, 2005.  (ISBN 2-84561-224-9)
- Sophie de Gourcy, Le tombeau des Ducs de Bretagne. Un miroir des Princes sculpté, Paris, éd. Beauchesne, 2015.
- Éric le Nabour. Kaamelott., tome 1 : Au Cœur du Moyen Âge, Paris, Perrin 2007.  (ISBN 2262026300)
- David Brégaint, Stéphane Coviaux et Jan Ragnar Hagland, Le Discours contre les Évêques : politique et controverse en Norvège vers 1200, Publications de la Sorbonne 2013.
- Mathieu Cosson, Richard Cœur de Lion, comte de Poitou, duc d'Aquitaine (1157-1199), Centre vendéen de recherches historiques, 2017  (ISBN 978-2-911253-79-9)
- Abderrazak Halloumi, « Le Livre de l’Eschiele Mahomet », un manuel d’islamologie au XIIIe siècle, Classiques Garnier, Histoire Culturelle n°26, 2024.

### CD
- Aliénor d’Aquitaine. Une biographie expliquée, Vincennes : Frémeaux & Associés, 2019, collection « Figures de l’histoire », (4 CD et une brochure)

### Vidéo
- Julia Poyet, Regna et femina : pour une histoire d’Aliénor d’Aquitaine, 1999 (voix)